# Saga de Érico, o Vermelho
A Saga de Érico, o Vermelho (em islandês: Eiríks saga rauða) é uma saga islandesa medieval que narra a descoberta e colonização da Groenlândia e a descoberta e tentativa de colonização da América do Norte pelos escandinavos nos séculos X e XI. Pertence ao subgrupo das sagas de família (islendigasögur), tendo sido escrita na Islândia no início do século XIII e sobrevivido nos manuscritos Hauksbók do século XIV e Skálholtsbók do século XV.

A obra narra acontecimentos ocorridos por volta do ano 1000: A descoberta e colonização da Groenlândia por Érico, o Vermelho, a cristianização da Groenlândia pelo filho Leif Ericsson, a descoberta da América do Norte por Leif Ericsson, as viagens de colonização da América por Thorfinn Karlsefni, e o seu encontro com os habitantes do continente.

## Saga de Érico, o Vermelho e Saga dos Groenlandeses
A Saga de Érico, o Vermelho e a Saga dos Groenlandeses descrevem a descoberta e a tentativa de colonização da América pelos nórdicos, embora apresentem diferenças. Na Saga dos Groenlandeses Bjarni Herjolfsson é apontado como o primeiro avistador da América, precedendo a viagem de descoberta intencional de Leif Ericsson, enquanto na Saga de Érico, o Vermelho, Bjarni Herjolfsson não é mencionado, e a descoberta da América é atribuída a Leif Ericsson, depois de uma deriva involuntária nas águas que separam a Groenlândia da América do Norte.

Mapa das viagens de Érico o Vermelho, Bjarni Herjólfsson, Leif Eriksson e Thorfinn Karlsefni, segundo a Saga de Érico, o Vermelho e a Saga dos Groenlandeses.